# Paul Bigsby
Pour les articles homonymes, voir Bigsby.
Paul Adelburt Bigsby (1899-1968,) est un inventeur américain spécialisé dans le domaine de la guitare électrique. Il est surtout connu pour avoir créé le vibrato Bigsby (en) et être le propriétaire de la compagnie Bigsby Guitars.
Son œuvre a eu une influence sur plusieurs modèles d'instruments de nombreuses marques, dont la compagnie Gretch, Gibson et Fender.

## Motocycliste
Avant sa carrière dans le domaine musical, Bigsby est un motocycliste connu sous le nom de P.A. Bigsby.